# 태고신왕
《태고신왕》(중국어: 太古神王, 한어 병음: Tài gǔ shén wáng, 월병: 타이구선왕, 영어: God of Lost Fantasy 갓 으브 로스트 판타지[*])은 2020년 방송되었던 중국의 드라마이다.

## 줄거리
- 500년 전 봉인된 '태고요검'에 맞서 싸울 영웅들의 이야기가 펼쳐진다! 대예국의 4대 가문 중 서북지역을 수호하는 진씨 가문의 양자 진문천. 또 다른 세력가도인 백씨 가문의 여식 백추설과 정혼 한 지 오래지만, 결국 파혼 당한다. 그리고 진씨 가문은 세력 확장을 꿈꾼 엽씨 가문과 이에 결탁한 백씨 가문의 모함으로 멸문지화를 당하게 된다. 진문천은 목숨을 부지하기 위해 몸을 숨기던 중 우연히 구화문에 들어가게 된다

## 등장 인물
- 성일륜 - 진문천 역
- 왕쯔원 - 막경성 역
- 향좌 (向佐) - 예무위 역
- 탕정미 (汤晶媚) - 백추설 역